# A magyar labdarúgó-válogatott 2023. szeptember 7-i mérkőzése
Ez volt a magyar labdarúgó-válogatottnak a 2023-as évben az ötödik mérkőzése, 2023. szeptember 7-én, a szerb válogatott ellenfeleként, amely egyúttal a magyar labdarúgó-válogatott 981. hivatalos mérkőzése volt. A mérkőzés a 2024-es labdarúgó-Európa-bajnokság európai selejtezőjének ötödik fordulója volt, de a magyar válogatottnak csak a negyedik mérkőzése a sorozatban, mivel az első fordulóban szabadnapos volt.
A mérkőzést a magyar válogatott nyerte meg 2–1 arányban úgy, hogy a házigazda szerbek vezettek 1–0-ra. Ezzel 3 pont előnyre tettek szert a magyarok a selejtezőcsoport tabelláján.

## Helyszín
A találkozó Szerbia fővárosában, Belgrádban, a Rajko Mitić Stadionban került megrendezésre, mely a legnagyobb befogadóképességű stadion Szerbiában, 55.538 nőző befogadására alkalmas és a Crvena zvezda futballcsapatának otthona.
A mérkőzést zárt kapuk mögött játszották. A 2023. március 27-i Montenegró–Szerbia mérkőzésen a két ország szurkolóinak rasszista és diszkriminatív magatartása miatt az UEFA május 10-én hozott határozatában mindkét válogatottat megbüntette. Szerbia 50 000 eurós pénzbüntetést kapott, valamint zárt kapuk mögött kell lejátszani a soron következő hazai mérkőzését, amely a 2023. szeptember 7-i Szerbia–Magyarország találkozó. A szerbek emellett nem értékesíthettek a szurkolóiknak jegyeket a 2023. június 20-i Bulgária elleni találkozóra. Azonban az UEFA szabályai lehetővé teszik, hogy a vendégcsapat részéről tiszteletjegyes és VIP-vendég jelen lehessen a találkozón. Valamint a szerbeknek lehetőségük van arra, hogy kísérettel 14 év alatti gyermekeket hívjanak meg a nézőtérre.

## Játékvezető
A találkozó játékvezetője a 34 éves spanyol Juan Martínez Munuera volt, aki 2006 óta bíráskodik és 2015 óta a FIFA játékvezető-keretének a tagja. Munuera először fújta a sípot magyar érdekeltségű mérkőzésen. Az előző idényben ő vezette a spanyol Király-kupa elődöntőjét, mely a Barcelona–Real Madrid összecsapás visszavágója volt és 4–0-s madridi sikerrel végződött. Ő vezette továbbá a 2021-es Spanyol labdarúgókupa döntőjét, az Athletic Bilbao–Barcelona találkozón.
A benidormi születésű játékvezető munkáját partjelzőként öccse, Miguel Martínez Munuera valamint Diego Barbero, míg negyedik játékvezetőként Alejandro Muniz segítette. A Transfermarkt statisztikái alapján a mostani szezonban eddig mindössze egy mérkőzésen, a Getafe–Alavés spanyol bajnokin fújta a sípot.

## Örökmérleg a mérkőzés előtt
| Sorszám | Időpont     | Helyszín | Eredmény  | Kiírás                                     |
| ------- | ----------- | -------- | --------- | ------------------------------------------ |
| 1/947   | 2020.10.11. | Belgrád  | 1–0 (1–0) | 2020–2021-es UEFA Nemzetek Ligája (B liga) |
| 2/950   | 2020.11.15. | Budapest | 1–1 (1–1) | 2020–2021-es UEFA Nemzetek Ligája (B liga) |
| 3/967   | 2022.03.24. | Budapest | 0–1 (0–1) | felkészülési                               |

| M | Gy | D | V | G+ | G– | Gk | T (%) | Forrás      |
| - | -- | - | - | -- | -- | -- | ----- | ----------- |
| 3 | 1  | 1 | 1 | 2  | 2  | 0  | 50,00 | [ 8 ] [ 9 ] |

Jelölések
- Az eredmények magyar szempontból értendők.
- Tétmérkőzés

## A selejtezőcsoport állása a mérkőzés előtt
| Hely. | Csapat       | M | Gy | D | V | G+ | G– | Gk | P | Továbbjutás                 |          | Magyarország | Szerbia   | Montenegró | Bulgária   | Litvánia |
| ----- | ------------ | - | -- | - | - | -- | -- | -- | - | --------------------------- | -------- | ------------ | --------- | ---------- | ---------- | -------- |
| 1.    | Magyarország | 3 | 2  | 1 | 0 | 5  | 0  | +5 | 7 | Kijut az Európa-bajnokságra |          | —            | okt. 14.  | nov. 19.   | 3–0        | 2–0      |
| 2.    | Szerbia (X)  | 3 | 2  | 1 | 0 | 5  | 1  | +4 | 7 | Kijut az Európa-bajnokságra |          | szept. 7.    | —         | okt. 17.   | nov. 19.   | 2–0      |
| 3.    | Montenegró   | 3 | 1  | 1 | 1 | 1  | 2  | −1 | 4 |                             |          | 0–0          | 0–2       | —          | szept. 10. | nov. 16. |
| 4.    | Bulgária     | 4 | 0  | 2 | 2 | 2  | 6  | −4 | 2 |                             | nov. 16. | 1–1          | 0–1       | —          | okt. 14.   |          |
| 5.    | Litvánia     | 3 | 0  | 1 | 2 | 1  | 5  | −4 | 1 |                             | okt. 17. | szept. 10.   | szept. 7. | 1–1        | —          |          |

## Keretek
megjegyzés: A táblázatokban szereplő adatok a mérkőzés előtti állapotnak megfelelőek.
Augusztus 29-én a magyar válogatottba a 2023. szeptember 7-i Szerbia elleni Európa-bajnoki selejtezőmérkőzésre és a szeptember 10-i Csehország elleni felkészülési találkozóra a következő játékosok kaptak meghívást.
| Magyarország                         | Magyarország                         | Magyarország                         | Magyarország                         | Magyarország                         | Magyarország                         | Magyarország                         | Magyarország  |
| P.                                   | Név                                  | Születési idő és életkor             | Vál.                                 | Gól                                  | Klub                                 | Utolsó válogatottság                 | Érték*        |
| ------------------------------------ | ------------------------------------ | ------------------------------------ | ------------------------------------ | ------------------------------------ | ------------------------------------ | ------------------------------------ | ------------- |
| K                                    | Gulácsi Péter                        | 1990. május 6. (33 évesen)           | 51                                   | 0                                    | RB Leipzig                           | 2022.09.26-án Olaszország ellen      | 5.000.000 €   |
| K                                    | Demjén Patrik                        | 1998. március 22. (25 évesen)        | 0                                    | 0                                    | MTK                                  | —                                    | 550.000 €     |
| K                                    | Dibusz Dénes                         | 1990. november 16. (32 évesen)       | 28                                   | 0                                    | Ferencváros                          | 2023.06.20-ánLitvánia ellen          | 2.800.000 €   |
| K                                    | Szappanos Péter                      | 1990. november 14. (32 évesen)       | 1                                    | 0                                    | Paksi FC                             | 2022.11.20-ánGörögország ellen       | 500.000 €     |
| V                                    | Balogh Botond                        | 2002. június 6. (21 évesen)          | 1                                    | 0                                    | Parma                                | 2021.11.12-énSan Marino ellen        | 750.000 €     |
| V                                    | Fiola Attila                         | 1990. február 17. (33 évesen)        | 52                                   | 2                                    | Fehérvár FC                          | 2022.11.20-ánGörögország ellen       | 500.000 €     |
| V                                    | Lang Ádám                            | 1993. január 17. (30 évesen)         | 59                                   | 1                                    | Omónia                               | 2023.06.20-ánLitvánia ellen          | 700.000 €     |
| V                                    | Orbán Willi                          | 1992. november 3. (30 évesen)        | 41                                   | 5                                    | RB Leipzig                           | 2023.06.20-ánLitvánia ellen          | 10.000.000 €  |
| V                                    | Szalai Attila                        | 1998. január 20. (25 évesen)         | 35                                   | 1                                    | Hoffenheim                           | 2023.06.20-ánLitvánia ellen          | 14.000.000 €  |
| V                                    | Szalai Gábor                         | 2000. június 9. (23 évesen)          | 0                                    | 0                                    | Kecskeméti TE                        | —                                    | 500.000 €     |
| V                                    | Mocsi Attila                         | 2000. május 29. (23 évesen)          | 0                                    | 0                                    | Rizespor                             | —                                    | 750.000 €     |
| KP                                   | Kerkez Milos                         | 2003. november 7. (19 évesen)        | 8                                    | 0                                    | Bournemouth                          | 2023.06.20-ánLitvánia ellen          | 15.000.000 €  |
| KP                                   | Kata Mihály                          | 2002. április 13. (21 évesen)        | 0                                    | 0                                    | MTK                                  | —                                    | 400.000 €     |
| KP                                   | Nagy Ádám                            | 1995. június 17. (28 évesen)         | 71                                   | 1                                    | Pisa                                 | 2023.06.20-ánLitvánia ellen          | 1.700.000 €   |
| KP                                   | Nego Loïc                            | 1991. január 15. (32 évesen)         | 27                                   | 2                                    | Le Havre                             | 2023.03.27-énBulgária ellen          | 1.000.000 €   |
| KP                                   | Callum Styles                        | 2000. március 28. (23 évesen)        | 12                                   | 0                                    | Barnsley                             | 2023.06.20-ánLitvánia ellen          | 3.500.000 €   |
| KP                                   | Szuhodovszki Soma                    | 1999. december 30. (23 évesen)       | 0                                    | 0                                    | Kecskeméti TE                        | —                                    | 425.000 €     |
| KP                                   | Kalmár Zsolt                         | 1995. június 9. (28 évesen)          | 32                                   | 3                                    | Fehérvár FC                          | 2023.06.17-énMontenegró ellen        | 1.000.000 €   |
| CS                                   | Ádám Martin                          | 1994. november 6. (28 évesen)        | 14                                   | 2                                    | Ulszan Hyundai                       | 2023.06.20-ánLitvánia ellen          | 1.000.000 €   |
| CS                                   | Csoboth Kevin                        | 2000. június 20. (23 évesen)         | 3                                    | 0                                    | Újpest                               | 2023.06.17-énMontenegró ellen        | 850.000 €     |
| CS                                   | Gazdag Dániel‡                       | 1996. március 2. (27 évesen)         | 20                                   | 4                                    | Philadelphia Union                   | 2023.06.20-ánLitvánia ellen          | 8.000.000 €   |
| CS                                   | Horváth Krisztofer                   | 2002. január 8. (21 évesen)          | 0                                    | 0                                    | Kecskeméti TE                        | —                                    | 600.000 €     |
| CS                                   | Sallai Roland                        | 1997. május 22. (26 évesen)          | 42                                   | 10                                   | Freiburg                             | 2023.06.20-ánLitvánia ellen          | 10.000.000 €  |
| CS                                   | Szoboszlai Dominik                   | 2000. október 25. (22 évesen)        | 32                                   | 7                                    | Liverpool                            | 2023.06.20-ánLitvánia ellen          | 50.000.000 €  |
| CS                                   | Varga Barnabás                       | 1994. október 25. (28 évesen)        | 3                                    | 1                                    | Ferencváros                          | 2023.06.20-ánLitvánia ellen          | 900.000 €     |
| Játékosok értéke összesen:           | Játékosok értéke összesen:           | Játékosok értéke összesen:           | Játékosok értéke összesen:           | Játékosok értéke összesen:           | Játékosok értéke összesen:           | Játékosok értéke összesen:           | 130.425.000 € |
| A keret átlagéletkora:               | A keret átlagéletkora:               | A keret átlagéletkora:               | A keret átlagéletkora:               | A keret átlagéletkora:               | A keret átlagéletkora:               | A keret átlagéletkora:               | 26,7 év       |
| A keret átlag válogatottságok száma: | A keret átlag válogatottságok száma: | A keret átlag válogatottságok száma: | A keret átlag válogatottságok száma: | A keret átlag válogatottságok száma: | A keret átlag válogatottságok száma: | A keret átlag válogatottságok száma: | 21,0          |
| Szövetségi kapitány: Marco Rossi     |                                      |                                      |                                      |                                      |                                      |                                      |               |

‡Gazdag Dániel térdsérülés miatt nem csatlakozott a nemzeti csapat keretéhez.
Dragan Stojković szerb szövetségi kapitány augusztus 22-én hozta nyilvánosságra a Magyarország, majd Litvánia ellen készülő csapatának névsorát.
| Szerbia                               | Szerbia                              | Szerbia                              | Szerbia                              | Szerbia                              | Szerbia                              | Szerbia                              | Szerbia       |
| P.                                    | Név                                  | Születési idő és életkor             | Vál.                                 | Gól                                  | Klub                                 | Utolsó válogatottság                 | Érték*        |
| ------------------------------------- | ------------------------------------ | ------------------------------------ | ------------------------------------ | ------------------------------------ | ------------------------------------ | ------------------------------------ | ------------- |
| K                                     | Vanja Milinković-Savić               | 1997. február 20. (26 évesen)        | 13                                   | 0                                    | Torino                               | 2023.06.20-ánBulgária ellen          | 3.500.000 €   |
| K                                     | Predrag Rajković                     | 1995. október 31. (27 évesen)        | 29                                   | 0                                    | Mallorca                             | 2023.06.16-ánJordánia ellen          | 10.000.000 €  |
| K                                     | Đorđe Petrović                       | 1999. október 8. (23 évesen)         | 2                                    | 0                                    | Chelsea                              | 2023.01.26-ánUSA ellen               | 6.000.000 €   |
| K                                     | Boris Radunović                      | 1996. május 26. (27 évesen)          | 0                                    | 0                                    | Cagliari                             | —                                    | 1.500.000 €   |
| V                                     | Nikola Milenković                    | 1997. október 12. (25 évesen)        | 44                                   | 3                                    | Fiorentina                           | 2023.06.20-ánBulgária ellen          | 18.000.000 €  |
| V                                     | Strahinja Eraković                   | 2001. január 22. (22 évesen)         | 5                                    | 1                                    | Zenyit                               | 2023.06.16-ánJordánia ellen          | 9.000.000 €   |
| V                                     | Nemanja Gudelj                       | 1991. november 16. (31 évesen)       | 54                                   | 1                                    | Sevilla                              | 2023.06.20-ánBulgária ellen          | 4.000.000 €   |
| V                                     | Miloš Veljković                      | 1995. szeptember 26. (27 évesen)     | 24                                   | 0                                    | Werder Bremen                        | 2022.12.02-ánSvájc ellen             | 5.500.000 €   |
| V                                     | Erhan Mašović                        | 1998. november 22. (24 évesen)       | 3                                    | 0                                    | VfL Bochum                           | 2023.06.16-ánJordánia ellen          | 8.000.000 €   |
| V                                     | Strahinja Pavlović                   | 2001. május 24. (22 évesen)          | 28                                   | 2                                    | Red Bull Salzburg                    | 2023.06.20-ánBulgária ellen          | 25.000.000 €  |
| V                                     | Srđan Babić                          | 1996. április 22. (27 évesen)        | 4                                    | 0                                    | Szpartak Moszkva                     | 2023.06.16-ánJordánia ellen          | 3.500.000 €   |
| V                                     | Aleksa Terzić                        | 1999. augusztus 17. (24 évesen)      | 5                                    | 0                                    | Red Bull Salzburg                    | 2022.06.09-énSvédország ellen        | 2.000.000 €   |
| V                                     | Filip Mladenović                     | 1991. augusztus 11. (32 évesen)      | 24                                   | 1                                    | Panathinaikósz                       | 2023.06.20-ánBulgária ellen          | 900.000 €     |
| KP                                    | Andrija Živković                     | 1996. július 11. (27 évesen)         | 36                                   | 1                                    | PAÓK                                 | 2023.06.20-ánBulgária ellen          | 5.000.000 €   |
| KP                                    | Mijat Gaćinović                      | 2000. március 28. (23 évesen)        | 23                                   | 2                                    | AÉK                                  | 2020.11.18-ánOroszország ellen       | 3.500.000 €   |
| KP                                    | Saša Lukić                           | 1996. augusztus 13. (27 évesen)      | 38                                   | 2                                    | Fulham                               | 2023.06.20-ánBulgária ellen          | 12.000.000 €  |
| KP                                    | Nemanja Radonjić                     | 1996. február 15. (27 évesen)        | 39                                   | 5                                    | Torino                               | 2022.12.02-ánSvájc ellen             | 4.000.000 €   |
| KP                                    | Nemanja Maksimović                   | 1995. január 25. (28 évesen)         | 44                                   | 0                                    | Getafe                               | 2023.06.20-ánBulgária ellen          | 6.000.000 €   |
| KP                                    | Uroš Račić                           | 1996. március 17. (27 évesen)        | 11                                   | 0                                    | Sassuolo                             | 2023.06.16-ánJordánia ellen          | 6.500.000 €   |
| KP                                    | Ivan Ilić                            | 2001. március 15. (22 évesen)        | 10                                   | 0                                    | Torino                               | 2023.06.16-ánJordánia ellen          | 19.000.000 €  |
| KP                                    | Marko Grujić                         | 1996. április 13. (27 évesen)        | 23                                   | 0                                    | Porto                                | 2023.06.20-ánBulgária ellen          | 9.000.000 €   |
| KP                                    | Filip Kostić                         | 1992. november 1. (30 évesen)        | 55                                   | 3                                    | Juventus                             | 2023.06.20-ánBulgária ellen          | 22.000.000 €  |
| KP                                    | Dušan Tadić                          | 1988. november 20. (34 évesen)       | 98                                   | 21                                   | Fenerbahçe                           | 2023.06.20-ánBulgária ellen          | 6.000.000 €   |
| KP                                    | Lazar Samardžić                      | 2002. február 24. (21 évesen)        | 2                                    | 0                                    | Udinese                              | 2023.06.16-ánJordánia ellen          | 14.000.000 €  |
| KP                                    | Stefan Mitrović                      | 2002. augusztus 15. (21 évesen)      | 1                                    | 0                                    | Crvena zvezda                        | 2022.09.24-énSvédország ellen        | 3.500.000 €   |
| KP                                    | Sergej Milinković-Savić              | 1995. február 27. (28 évesen)        | 43                                   | 7                                    | El-Hilál                             | 2023.06.20-ánBulgária ellen          | 50.000.000 €  |
| KP                                    | Filip Đuričić                        | 1992. január 30. (31 évesen)         | 41                                   | 5                                    | Panathinaikósz                       | 2023.06.16-ánJordánia ellen          | 1.800.000 €   |
| CS                                    | Aleksandar Mitrović                  | 1994. szeptember 16. (28 évesen)     | 81                                   | 52                                   | El-Hilál                             | 2023.03.27-énMontenegró ellen        | 28.000.000 €  |
| CS                                    | Dušan Vlahović                       | 2000. január 28. (23 évesen)         | 21                                   | 13                                   | Juventus                             | 2023.03.27-énMontenegró ellen        | 70.000.000 €  |
| CS                                    | Luka Jović                           | 1997. december 23. (25 évesen)       | 30                                   | 10                                   | Milan                                | 2022.12.02-ánSvájc ellen             | 8.000.000 €   |
| CS                                    | Petar Ratkov                         | 2003. augusztus 18. (20 évesen)      | 0                                    | 0                                    | Red Bull Salzburg                    | —                                    | 4.000.000 €   |
| Játékosok értéke összesen:            | Játékosok értéke összesen:           | Játékosok értéke összesen:           | Játékosok értéke összesen:           | Játékosok értéke összesen:           | Játékosok értéke összesen:           | Játékosok értéke összesen:           | 369.200.000 € |
| A keret átlagéletkora:                | A keret átlagéletkora:               | A keret átlagéletkora:               | A keret átlagéletkora:               | A keret átlagéletkora:               | A keret átlagéletkora:               | A keret átlagéletkora:               | 26,5 év       |
| A keret átlag válogatottságok száma:  | A keret átlag válogatottságok száma: | A keret átlag válogatottságok száma: | A keret átlag válogatottságok száma: | A keret átlag válogatottságok száma: | A keret átlag válogatottságok száma: | A keret átlag válogatottságok száma: | 26,8          |
| Szövetségi kapitány: Dragan Stojković |                                      |                                      |                                      |                                      |                                      |                                      |               |

## A mérkőzés
| 2023. szeptember 7. 20:45 |

| Szerbia               | 1 – 2               | Magyarország                                      |
| --------------------- | ------------------- | ------------------------------------------------- |
| Szalai A. 10' (öngól) | (1 – 2) Jegyzőkönyv | 34' Varga B. 36' Orbán 67' Varga B. 89' Szalai A. |

| Rajko Mitić Stadion, Belgrád Nézőszám: 0 Játékvezető: Juan Martínez Munuera (spanyol) |

A magyar labdarúgó-válogatott úgy érkezett meg a vendéglátó szerbekhez, hogy a legutóbbi hét mérkőzésen nem kapott ki (5 győzelem és 2 döntetlen), és jó úton haladtak a harmadik, egymást követő Európa-bajnokságra való kijutáshoz. Szerbia független országként még soha nem kvalifikálta magát az UEFA Európa-bajnokságra, de miután a G-csoport első három meccséből hét pontot szerzett, úgy tűnt, ez változni fog. 
A házigazdák már a 10. percben előnybe kerültek, amikor Dušan Tadić passzát a Juventus támadója, Dušan Vlahović beadta középre, ám Szalai Attila úgy ért bele a labdába, hogy az a saját kapujában kötött ki, öngól; (1–0). A hazaiaknak a vezetés megszerzése után volt még két óriási helyzete, azonban mindkétszer az oldalhálót találták el. A vendégek a 34. percben egy jobb oldalon vezetett támadása végén Sallai kapura lövését Milinković-Savić vetődve még ki tudta ütni, ám a játékszer éppen Sallaihoz került, aki bepasszolta középre, Varga Barnabás reflexszerűen beleértve a kapuba továbbította; (1–1). Két perccel később, a 36. percben pedig már vezetett a magyar válogatott: egy, a szerbek kapuja előtti kavarodás után Lang belőtt labdájába Willi Orbán az ötméteres sarkáról bepörgette a hazaiak hálójába, a vetődő szerb kapus nem tudta védeni; (1–2). Dragan Stojković csapata a szünet után még több energiával támadott, uralva a második félidő első felét, Vlahovićnak volt a legnagyobb esélye a gólszerzésre, de a csatár lövését Dibusz Dénes kivédte, így megőrizve csapata előnyét.
Magyarországnak sikerült megszereznie az értékes három pontot, amivel három pont előnyre tett szert a G-csoport élén. Eközben Szerbia továbbra is a második helyen várja a következő fordulót, miután Montenegró csak döntetlen eredményt tudott elérni idegenben, Litvánia csapatával szemben.

### Az összeállítások
| Szerbia | Magyarország |

| K                        | 23 | Vanja Milinković-Savić  |           |           |
| V                        | 2  | Strahinja Pavlović      |           |           |
| V                        | 6  | Nemanja Gudelj          |           |           |
| V                        | 13 | Miloš Veljković         |           |           |
| KP                       | 11 | Filip Kostić            |           | szünetben |
| KP                       | 20 | Sergej Milinković-Savić |           |           |
| KP                       | 5  | Nemanja Maksimović      |           | 64'       |
| KP                       | 7  | Nemanja Radonjić        |           | szünetben |
| CS                       | 18 | Dušan Vlahović          |           | 86'       |
| CS                       | 9  | Aleksandar Mitrović     |           |           |
| CS                       | 10 | Dušan Tadić             |           | 86'       |
| Cserék:                  |    |                         |           |           |
| V                        | 3  | Filip Mladenović        | szünetben |           |
| V                        | 4  | Nikola Milenković       | 64'       |           |
| CS                       | 8  | Luka Jović              | 86'       |           |
| KP                       | 14 | Andrija Živković        | szünetben |           |
| KP                       | 17 | Ivan Ilić               | 86'       |           |
| Fel nem használt cserék: |    |                         |           |           |
| K                        | 1  | Predrag Rajković        |           |           |
| K                        | 12 | Boris Radunović         |           |           |
| V                        | 15 | Srđan Babić             |           |           |
| V                        | 16 | Strahinja Eraković      |           |           |
| KP                       | 19 | Uroš Račić              |           |           |
| KP                       | 21 | Stefan Mitrović         |           |           |
| CS                       | 22 | Lazar Samardžić         |           |           |
| Szövetségi kapitány:     |    |                         |           |           |
| Dragan Stojković         |    |                         |           |           |

| K                        | 1  | Dibusz Dénes       |       |       |
| V                        | 6  | Orbán Willi        |       |       |
| V                        | 4  | Szalai Attila      | 89'   |       |
| V                        | 2  | Lang Ádám          |       |       |
| KP                       | 11 | Kerkez Milos       |       | 70'   |
| KP                       | 17 | Callum Styles      |       |       |
| KP                       | 8  | Nagy Ádám          |       | 77'   |
| KP                       | 7  | Nego Loïc          |       |       |
| CS                       | 20 | Sallai Roland      |       | 90+4' |
| CS                       | 19 | Varga Barnabás     | 67'   | 77'   |
| CS                       | 10 | Szoboszlai Dominik |       |       |
| Cserék:                  |    |                    |       |       |
| V                        | 5  | Fiola Attila       | 70'   |       |
| CS                       | 9  | Ádám Martin        | 77'   |       |
| KP                       | 16 | Kata Mihály        | 77'   |       |
| CS                       | 23 | Csoboth Kevin      | 90+4' |       |
| Fel nem használt cserék: |    |                    |       |       |
| K                        | 12 | Demjén Patrik      |       |       |
| K                        | 22 | Szappanos Péter    |       |       |
| V                        | 3  | Balogh Botond      |       |       |
| CS                       | 13 | Kalmár Zsolt       |       |       |
| V                        | 14 | Mocsi Attila       |       |       |
| V                        | 15 | Szalai Gábor       |       |       |
| KP                       | 18 | Szuhodovszki Soma  |       |       |
| CS                       | 21 | Horváth Krisztofer |       |       |
| Szövetségi kapitány:     |    |                    |       |       |
| Marco Rossi              |    |                    |       |       |

| Negyedik játékvezető: Alejandro Muñiz Ruiz VAR videóbíró: Guillermo Cuadra Asszisztensek: (partvonal) Diego Barbero (partvonal) Miguel Martínez |

A mérkőzés statisztikái
| Szerbia  |                        | Magyarország |
| -------- | ---------------------- | ------------ |
| 54%      | Labdabirtoklás         | 46%          |
| 1        | Gól                    | 2            |
| 0        | Sárga lap              | 2            |
| 0        | Piros lap              | 0            |
| 5        | Szöglet                | 3            |
| 1        | Les                    | 2            |
| 38 (65%) | Támadások száma        | 20 (35%)     |
| 14       | Lövés                  | 8            |
| 9        | Kaput nem talált lövés | 2            |
| 3        | Kaput eltalált lövés   | 3            |
| 3        | Blokkolt lövés         | 2            |
| 1        | Kapus védés            | 3            |
| 512      | Passz                  | 440          |
| 420      | Sikeres passz          | 340          |
| 82%      | Passz hatékonyság      | 77%          |
| 5        | Szabálytalanságok      | 15           |

## A selejtezőcsoport állása a mérkőzés után
További eredmények a csoportban
| 2023. szeptember 7.  | Litvánia   | 2–2 | Montenegró |
| 2023. szeptember 10. | Montenegró | 2–1 | Bulgária   |
| 2023. szeptember 10. | Litvánia   | 1–3 | Szerbia    |

| Hely. | Csapat       | M | Gy | D | V | G+ | G– | Gk | P  | Továbbjutás                 |          | Magyarország | Szerbia  | Montenegró | Litvánia | Bulgária   |
| ----- | ------------ | - | -- | - | - | -- | -- | -- | -- | --------------------------- | -------- | ------------ | -------- | ---------- | -------- | ---------- |
| 1.    | Magyarország | 4 | 3  | 1 | 0 | 7  | 1  | +6 | 10 | Kijut az Európa-bajnokságra |          | —            | okt. 14. | nov. 19.   | 2–0      | 3–0        |
| 2.    | Szerbia (X)  | 4 | 2  | 1 | 1 | 6  | 3  | +3 | 7  | Kijut az Európa-bajnokságra |          | 1–2          | —        | okt. 17.   | 2–0      | nov. 19.   |
| 3.    | Montenegró   | 4 | 1  | 2 | 1 | 3  | 4  | −1 | 5  |                             |          | 0–0          | 0–2      | —          | nov. 16. | szept. 10. |
| 4.    | Litvánia     | 4 | 0  | 2 | 2 | 3  | 7  | −4 | 2  |                             | okt. 17. | szept. 10.   | 2–2      | —          | 1–1      |            |
| 5.    | Bulgária     | 4 | 0  | 2 | 2 | 2  | 6  | −4 | 2  |                             | nov. 16. | 1–1          | 0–1      | okt. 14.   | —        |            |

## Örökmérleg a mérkőzés után
| Sorszám | Időpont     | Helyszín | Eredmény  | Kiírás                                     |
| ------- | ----------- | -------- | --------- | ------------------------------------------ |
| 1/947   | 2020.10.11. | Belgrád  | 1–0 (1–0) | 2020–2021-es UEFA Nemzetek Ligája (B liga) |
| 2/950   | 2020.11.15. | Budapest | 1–1 (1–1) | 2020–2021-es UEFA Nemzetek Ligája (B liga) |
| 3/967   | 2022.03.24. | Budapest | 0–1 (0–1) | felkészülési                               |
| 4/981   | 2023.09.07. | Belgrád  | 2–1 (2–1) | 2024-es Európa-bajnokság selejtezője       |

| M | Gy | D | V | G+ | G– | Gk | T (%) | Forrás      |
| - | -- | - | - | -- | -- | -- | ----- | ----------- |
| 4 | 2  | 1 | 1 | 4  | 3  | +1 | 62,50 | [ 8 ] [ 9 ] |

Jelölések
- Az eredmények magyar szempontból értendők.
- Tétmérkőzés